# Netzer Tiergarten
Der Netzer Tiergarten war ein umfriedetes Wald- und Wiesengebiet nordwestlich von Netze, einem heutigen Stadtteil von Waldeck in Nordhessen, das den Grafen von Waldeck als Jagdgehege diente.
Das Gehege wurde im Jahre 1651 angelegt, als das höfische Jagdwesen nach französischem Vorbild zu einem wichtigen Aspekt hochadligen Lebensstils wurde. Einige Hektar Wald und Wiesen wurden mit hohen Eichenholzplanken eingezäunt und mit Rot- und Damwild besetzt. Es befand sich etwa 5 Kilometer nördlich der Burg Waldeck, östlich der heutigen Kreisstraße 19 und nördlich der B 485 zwischen Netze und Selbach, und war somit von der gräflichen Residenz aus leicht und schnell zu erreichen.
Im Jahre 1701 ließ sich Graf Friedrich Anton Ulrich, Sohn des regierenden Grafen Christian Ludwig von Waldeck, unmittelbar nördlich des Netzer Tiergartens an der Stelle einer alten Wasserburg in Selbach das Jagdschloss Friedrichsthal bauen, mit einem großen Schlossgarten zum Tiergarten hin. Als das gräfliche Gut in Selbach Anfang des 19. Jahrhunderts in eine Domäne umgewandelt wurde, wurde das Jagdschloss zum Gutshaus der Domäne Selbach und der einstige Tiergarten Teil des Domänenbesitzes.
Im Siebenjährigen Krieg fand am 27. März 1761 ein Gefecht zwischen französischen einerseits und britischen Truppen andererseits an den noch heute gut sichtbaren „Schanzen am Tiergarten“ statt, bei dem die Mehrzahl des britischen Bataillons in Gefangenschaft geriet. Bei den Kämpfen wurde die Tiergartenanlage durch die Franzosen weitgehend zerstört, und die Holzplanken des Zaunes verbrannten nahezu restlos. 1771 wurde das heutige Wohnhaus des Tiergartens wieder neu erbaut. In den Schanzen am Tiergarten wurde später ein kleiner Privatfriedhof der Oberförsterfamilie Busold angelegt.
Heute erinnert die Bezeichnung eines Wohnplatzes mit mehreren Häusern etwa 2,5 km nordwestlich von Netze an den ehemaligen Tiergarten, der sich von hier aus nach Norden und Westen erstreckte.
Koordinaten: 51° 14′ 24″ N, 9° 4′ 1″ O